# Tipula curvicauda
Tipula curvicauda är en tvåvingeart som beskrevs av Alexander 1923. Tipula curvicauda ingår i släktet Tipula och familjen storharkrankar. Inga underarter finns listade i Catalogue of Life.